# ۹۰۲ (قمری)
۹۰۲ (قمری)، نهصد و دومین سال در گاهشماری هجری قمری است. اول محرم این سال برابر با هجدهم سپتامبر سال ۱۴۹۶ میلادی است.